# Topobea calycularis
Topobea calycularis är en tvåhjärtbladig växtart som beskrevs av Charles Victor Naudin. Topobea calycularis ingår i släktet Topobea och familjen Melastomataceae. Inga underarter finns listade i Catalogue of Life.